# Naháč (okres Trnava)
Naháč je obec na Slovensku v okrese Trnava.
V obci je římskokatolický kostel sv. Michala archanděla z roku 1596.

## Významné osobnosti
- Narodil se zde Jaroslav Abelovič, slovenský geodet (* 1932).[3]
- Od podzimu 1780 do ledna 1807 zde působil farář Juraj Fándly